# Gran Premi de l'Argentina del 1957
Resultats del Gran Premi de l'Argentina de Fórmula 1 de la temporada 1957, disputat al circuit Oscar Alfredo Galvez de Buenos Aires, el 13 de gener del 1957.

## Resultats
| Pos | No | Pilot                                               | Equip    | Voltes | Temps/ Retirada | Pos. de sortida | Punts |
| --- | -- | --------------------------------------------------- | -------- | ------ | --------------- | --------------- | ----- |
| 1   | 2  | Juan Manuel Fangio                                  | Maserati | 100    | 3h 00' 55. 9    | 2               | 8     |
| 2   | 6  | Jean Behra                                          | Maserati | 100    | + 18.3 s        | 3               | 6     |
| 3   | 8  | Carlos Menditéguy                                   | Maserati | 99     | + 1 Volta       | 8               | 4     |
| 4   | 22 | Harry Schell                                        | Maserati | 98     | + 2 Voltes      | 9               | 3     |
| 5   | 20 | Alfonso de Portago · José Froilán González          | Ferrari  | 98     | + 2 Voltes      | 10              | 1     |
| 6   | 18 | Cesare Perdisa · Peter Collins · Wolfgang von Trips | Ferrari  | 98     | + 2 Voltes      | 11              |       |
| 7   | 24 | Jo Bonnier                                          | Maserati | 95     | + 5 Voltes      | 13              |       |
| 8   | 4  | Stirling Moss                                       | Maserati | 93     | + 7 Voltes      | 1               | 1     |
| 9   | 26 | Alessandro de Tomaso                                | Ferrari  | 91     | + 9 Voltes      | 12              |       |
| 10  | 28 | Luigi Piotti                                        | Maserati | 90     | + 10 Voltes     | 14              |       |
| Ret | 14 | Eugenio Castellotti                                 | Ferrari  | 75     | Rodes           | 4               |       |
| Ret | 16 | Mike Hawthorn                                       | Ferrari  | 35     | Embragatge      | 7               |       |
| Ret | 12 | Luigi Musso                                         | Ferrari  | 31     | Embragatge      | 6               |       |
| Ret | 10 | Peter Collins                                       | Ferrari  | 26     | Embragatge      | 5               |       |

## Altres
- Pole: Stirling Moss 1' 42. 6

- Volta ràpida: Stirling Moss 1 '44. 7 (a la volta 75)

- Cotxes compartits:
  - Cotxe #20: Alfonso de Portago (49 voltes) i José Froilán González (49 voltes). Van compartir els dos punts aconseguits per la seva cinquena posició.
  - Cotxe #18: Cesare Perdisa (30 voltes), Peter Collins (35 voltes) i Wolfgang von Trips (33 voltes).